# Manitoba Census Division No. 11
Die Census Division No. 11 in der kanadischen Provinz Manitoba gehört zur Winnipeg Region. Sie hat eine Fläche von 571,1 km² und 708.823 Einwohner (Stand: 2016). 2011 betrug die Einwohnerzahl 666.832.

## Census Subdivisions
Im Folgenden die "Census Subdivisions" („Zensus-Untergliederungen“) der Division No. 11 mit Stand vom Census 2016.
- Headingley (Rural municipality)
- Winnipeg (City)